# Liste der Biografien/Peter, F
Liste der Biografien |
Portal Biografien |
F Personensuche
# |
A |
B |
C |
D |
E |
F |
G |
H |
I |
J |
K |
L |
M |
N |
O |
P |
Q |
R |
S |
T |
U |
V |
W |
X |
Y |
Z |
?
 
Pa |
Pc |
Pe |
Pf |
Ph |
Pi |
Pj |
Pk |
Pl |
Pm |
Pn |
Po |
Pr |
Ps |
Pt |
Pu |
Pv |
Pw |
Py
 
Pea |
Peb |
Pec |
Ped |
Pee |
Pef |
Peg |
Peh |
Pei |
Pej |
Pek |
Pel |
Pem |
Pen |
Peo |
Pep |
Peq |
Per |
Pes |
Pet |
Peu |
Pev |
Pew |
Pex |
Pey |
Pez
 
Peta |
Petc |
Pete |
Peth |
Peti |
Petj |
Petk |
Petl |
Petm |
Peto |
Petr |
Pets |
Pett |
Petu |
Petw |
Pety |
Petz
 
Petea |
Petec |
Petei |
Petek |
Petel |
Peten |
Peter |
Petes
 
Peter, A |
Peter, B |
Peter, C |
Peter, D |
Peter, E |
Peter, F |
Peter, G |
Peter, H |
Peter, I |
Peter, J |
Peter, K |
Peter, L |
Peter, M |
Peter, N |
Peter, O |
Peter, P |
Peter, R |
Peter, S |
Peter, T |
Peter, U |
Peter, V |
Peter, W |
Peter, Y |
Peter, Z |
Petera |
Peterb |
Peterd |
Petere |
Peterf |
Peterh |
Peteri |
Peterk |
Peterl |
Peterm |
Petern |
Peters |
Petery |
Peterz
Die Liste der Biografien führt alle Personen auf, die in der deutschsprachigen Wikipedia einen Artikel haben. Dieses ist eine Teilliste mit 12 Einträgen von Personen, deren Namen mit den Buchstaben „Peter, F“ beginnt.

## Peter, F

### Peter, Fa
- Peter, Fabian (* 1976), Schweizer Politiker (FDP)

### Peter, Fl
- Peter, Florian (* 2000), deutscher Sportschütze

### Peter, Fr
- Peter, Frank (* 1967), deutscher Radrennfahrer
- Peter, Frank Werner (1954–2024), deutscher Facharzt für plastische Chirurgie, Hochschullehrer
- Peter, Frank-Manuel (* 1959), deutscher Tanzwissenschaftler
- Peter, Franz Josef (1789–1865), badischer Kaufmann und Politiker
- Peter, Franziska (* 1980), deutsche KünstlerinFranziska Peter (* 1980)

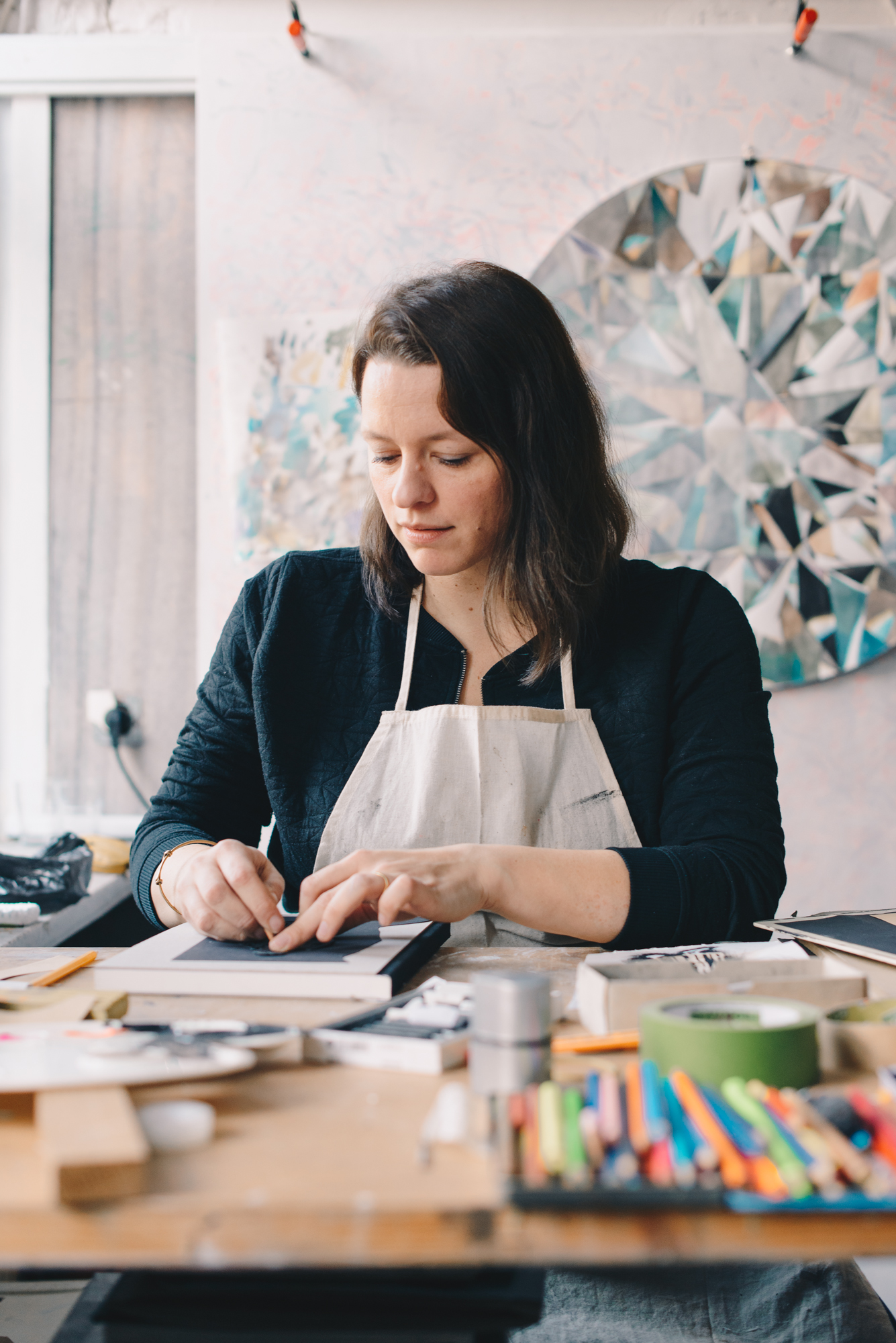
Franziska Peter (* 1980)

- Peter, Friedrich (1892–1960), deutscher evangelischer Theologe
- Peter, Friedrich (1921–2005), österreichischer Politiker (FPÖ), Landtagsabgeordneter, Abgeordneter zum Nationalrat
- Peter, Fritz (1899–1949), deutscher Pädagoge, Physiker und Mathematiker
- Peter, Fritz (1925–1994), Schweizer Sänger (Tenor)
- Peter, Fritz (* 1927), deutscher Offizier, zuletzt Generaloberst, Leiter der Zivilverteidigung der DDR